# Stefano Cagliano
Stefano Cagliano (Roma, 29 dicembre 1952) è un medico e divulgatore scientifico italiano.

## Biografia
Laureato presso l’università di Roma La Sapienza nel 1978 e specializzato in Neurologia presso la I Scuola di specializzazione nel 1982, ha lavorato presso il servizio di Guardia medica sino al febbraio 2000, poi, in sequenza, presso il SES 118 Lazio Soccorso, l'Unità Operativa Complessa Ps e Breve Osservazione dell’ospedale di Civitavecchia e infine, dal 20 febbraio 2007 al 31 dicembre 2019, presso l’http://www.asl.vt.it/DEA/PSOssPOC/base.php, ancora in Pronto soccorso. Dal 1º gennaio 2020 è in pensione.
Ha scritto numerosi articoli d'interesse medico, su novità tali o presunte, su efficacia e rischi di medicine non convenzionali e in materia di registrazione, produzione, prescrizione e impiego dei farmaci. Gli articoli hanno riguardato problemi connessi alla diversa registrazione dei farmaci nei vari Paesi, distorsioni del mercato,  prescrizioni improprie dei farmaci (per efficacia non dimostrata o per sfavorevole bilancio rischio/beneficio o altri per una registrazione troppo recente), o anche il problema dell’informazione sui farmaci.
Nei primi anni Novanta, in Rai ha collaborato con la redazione cultura di Emilio Ravel del TG2, subito dopo con il supplemento TG3 Insieme, diretto da Stefano Gentiloni, dove era responsabile della rubrica L’altra campana, che si occupava di farmaci ritenuti inutili.
Negli stessi anni è stato responsabile del settore farmaci della Federconsumatori, un'organizzazione consumatori presieduta allora da Tito Cortese, un giornalista televisivo molto popolare.
Ha seguito la nascita del sito italiano della Cochrane Collaboration  ed è stato autore, con Alessandro Liberati responsabile per alcuni anni del Centro Cochrane Italiano, della prefazione del volume di Archibald Cochrane (2006), Efficienza ed efficacia, riflessioni sul servizio sanitario, Il Pensiero Scientifico Editore, Roma.Cochrane Collaboration
L’Autore collabora da anni con la Biblioteca Alessandro Liberati, o centro BAL, intitolata allo studioso scomparso nel 2012, pioniere della Medicina basata su prove di efficacia in Italia, che ha fondato e poi diretto il sito dal 1994 al 2010.

## Attività scientifica e professionale
Negli anni 1985-1992, dall’Enciclopedia Medica Italiana (Utet,Torino) ha avuto l’incarico di seguire come redattore responsabile i settori neurologia, psichiatria e oculistica, incarico confermato anche per l’Aggiornamento I (1989-1993) e II (1998-1999), “avendo svolto il suo compito con grande competenza e impegno” secondo il direttore scientifico dell’opera Luciano Vella.
Nel 2006, durante gli anni di lavoro presso l'Unità Operativa Complessa Ps e Breve Osservazione dell'ospedale di Civitavecchia, ha ricevuto "un plauso di merito" professionale del direttore, il dottor Antonio Cuzzoli, per "aver manifestato ammirevole senso del dovere ed alta professionalità".
Nel dicembre 2007 ha ricevuto dalla ASL di Viterbo un incarico professionale di alta specializzazione, “Monitoraggio e cura del percorsi intraospedalieri del paziente che accede al Pronto Soccorso con ictus”, incarico rinnovato il 19-12-2012. Al novembre 2017 risale un nuovo incarico di alta specializzazione, “Gestione clinica e controllo DRG in Pronto Soccorso-Medicina d’urgenza”.
Nel 2007 ha curato per l’Enciclopedia Medica Italiana, II edizione, la sezione Medicina d’emergenza e urgenza e scritto gli articoli su Emergenze extraospedaliere (con Andrea Bacci), Aspetti internistici di emergenza del pronto soccorso (con Antonio Cuzzoli), Traumi (con Felicita Corsani), Farmaci dell’emergenza (con Valentina Valeriano); per la stessa opera ha redatto le voci Rischio clinico (con Antonio Cuzzoli e Stefano Rossi); Terrorismo e bioterrorismo e Viaggiatori, patologia dei.
Dal 2016 è nel comitato scientifico della rivista Recenti Progressi in Medicina.

## Attività pubblicistica
L’inizio della sua attività pubblicistica risale alla fine gli anni Settanta, prima sulle pagine di quotidiani (Paese Sera, l’Unità, l’Espresso, Il Mattino, Liberal, La Stampa) e settimanali (Panorama, il Salvagente), poi su riviste di divulgazione scientifica (Nuova Ecologia, Sapere, Tempo Medico, Scienza e Dossier, Prometeo, trimestrale culturale dove era titolare della rubrica “Frammenti di Esculapio”).
Nel 1986, nell’articolo Farmaci senza passaporto del settimanale Rinascita aveva chiesto le dimissioni di Duilio Poggiolini, responsabile della Direzione generale del servizio farmaceutico del Ministero della Sanità, perché riconosciuto membro della loggia massonica P2 visto che il suo nome era comparso “negli elenchi sequestrati a Castiglion Fibocchi, nella villa di Gelli (codice E.19.81, tessera numero 2247)”. È pensabile – scriveva – che organismi così importanti “vengano diretti da una persona almeno sospettabile?”  Poggiolini fu arrestato sette anni dopo, il 20 settembre 1993 perché coinvolto nello scandalo Tangentopoli e condannato in via definitiva dalla Corte di cassazione nell’aprile 2012.
Nel 1990 ha diretto l'Annuario 1990 dell'Enciclopedia della medicina Ufficiale e Naturale,  Armando Curcio Editore, di Roma.
Nel 1991, da Marzo a Dicembre, è stato responsabile di una rubrica d'informazione medico-scientifica per il periodico  Gambero Rosso.
Nel 2003, ha scritto per il  Grande Dizionario Enciclopedico, pubblicato dall'Utet di Torino (ripubblicato da la Repubblica lo stesso anno nell’opera L’enciclopedia) le seguenti voci: Cervello- fisiologia, e anche quelle Invecchiamento, Leucodistrofie, Mediatori chimici, Memoria, Motorio sistema, Nervoso sistema, Neurologia, Neuroscienze, Piramidale sistema, Postura, Recettori, Respirazione, Reticolare sistema, Riflessi, Ritmo, Sensitivo sistema, Senili e presenili demenze, Sclerosi.
Per la rivista Le Scienze, ha pubblicato gli articoli La fisica dell’omeopatia, con Luca Fraioli (2005), La medicina delle prove, con Marco Bobbio (2006), Il caso della pillola RU-486 (2006); per il periodico Janus ha redatto Nostalgia dei maestri (2005).
Nel 2007, sempre per Le Scienze, ha scritto l'articolo Il danno da farmaci (con Miselli, Mauro).
Al 2009, risale la stesura della voce Danno da farmaci per l’opera XXI secolo (Treccani, 2009).
Autore anche di quindici libri (vedi dopo) e di varie altre pubblicazioni, comprese alcune che richiamano all’uso corretto dei farmaci.

## Interventi sulla politica farmaceutica
All’inizio degli anni Novanta, pubblica il documento I farmaci nell’Unione europea, realizzato con un contributo della Commissione della Comunità Europea (Roma, 1994) e la collaborazione della Federconsumatori.   Il documento fornisce un quadro della quantità e della “qualità” dei farmaci consumati nei diversi Paesi europei.
Nel 1992, in un servizio televisivo di “L’altra campana”, l’autore sottolinea l’inefficacia di due farmaci molto venduti nel nostro Paese in quegli anni, il Cronassial e il Sygen. Il primo farmaco, in particolare, non aveva avuto vita facile in altri Paesi europei (Germania, Gran Bretagna, Spagna) mentre negli Stati Uniti non era mai stato registrato. Ma dopo la denuncia televisiva, a febbraio del 1992 l’azienda produttrice Fidia fa causa alla trasmissione e all’Autore.  Il 28 novembre dello stesso anno, però, il British Medical Journal (o BMJ) pubblica sia un’indagine sui rischi possibili tra gangliosidi e Sindrome di Guillain-Barré  proponendo la loro sospensione (p. 1330), sia un editoriale secondo il quale “…dato che queste sostanze sono immunogene e …visto che il loro valore curativo è disputed (controverso; nda)…saranno necessarie molte più ricerche prima che possa essere riconosciuto loro un qualsiasi ruolo curativo” (p. 1309).  Il ministro della sanità Raffaele Costa decide a quel punto di sospendere i farmaci dal prontuario il 10 marzo 1993.
Nel 1994, rappresentando in quegli anni le posizioni della Federconsumatori e di alcune altre associazioni di consumatori,  come loro presentante tiene la relazione su I consumi farmaceutici nell’Unione Europea al Seminario nazionale su L’assistenza farmaceutica: studi di utilizzazione e qualità della prescrizione, presso Istituto Superiore di Sanità, organizzato da Roberto Raschetti e Sara Modigliani,  tenutosi a Roma, il 16 dicembre 1994.
Nel 1994, ancora a nome della Federconsumatori,  l’autore cita all’Antitrust un opuscolo della rivista Bimbi Sani&Belli per un’asserzione mendace dell'OMS e per la pubblicità ingannevole di alcuni farmaci, vertenza conclusasi nel marzo 1995 con la condanna del periodico e delle ditte farmaceutiche. La vicenda è stata raccontata anche dall'autorevole periodico Scrip.
Nel 1997 la Pretura circondariale di ***, durante un’indagine sulla formazione del prezzo dei farmaci, lo ha contattato per interessarla “quale autorevole consulente tecnico” considerata “la piena stima e fiducia goduta nel settore”.
Nel 2006 ha tenuto la relazione  Rischiare di guarire: farmaci, sperimentazione e diritti del malato al convegno I libri d’Ippocrate. Incontri con l’autore, organizzato dal Servizio sanitario dell'Emilia-Romagna (Bologna, 2006).
Nel 2007 il Comitato strategico per la comunicazione di AIFA lo ha invitato per la Campagna di comunicazione sui farmaci equivalenti e corretto uso dei farmaci “ritenendo la Sua persona uno degli esperti maggiormente indicati” (Roma, 2007).
Sul corretto impiego dei farmaci è intervenuto più volte chiamato, tra l'altro, sia dall’Accademia Lancisiana (Roma, 1998) che dall’Istituto Superiore di Sanità (Roma, 2008) che dall’associazione Cronobie (Bologna, 2008).

## Opere professionali
Articoli, di cui è stato anche autore o coautore:
- Unhetical use of placebo in Italy (con Giuseppe Traversa). New England Journal of Medicine 1998;346:1268.
- I farmaci: oltre l’età dello spreco. Annali degli Ospedali San Camillo-Forlanini 2001; 3(1).
- Nifedipina: gocce curative o lacrime di dolore? Bollettino d’informazione sui farmaci 2004;5-6:236.
- Strategie miliardarie per gonfiare il mercato dei farmaci e rischio per la salute. Ricerca&pratica, 2006;131:193. (editoriale).
- Le reazioni avverse ai farmaci (ADR) in pronto soccorso (con Adriano Addobbati). Ricerca&pratica 2010;153:106.
- Ora e sempre resistenza? Razionalità e appropriatezza nell’uso degli antibiotici. Recenti Progressi in Medicina 2015;106:283-4.
- Terapia della fibrillazione atriale:pareri diversi. Recenti Progressi in Medicina 2019;110(9):389-90.

Libri di cui è stato coautore:
- coautore (con Alessandro Liberati) della prefazione del volume di Archibald Cochrane.  Efficienza ed efficacia, riflessioni sul servizio sanitario, Il Pensiero Scientifico Editore, Roma, 1999.
- coautore (AAVV) del volume  L’efficacia degli interventi sanitari, Franco Angeli, Milano, 1999.
- 100 farmaci per il pronto soccorso (con Antonio Cuzzoli). Il Pensiero Scientifico Editore, Roma, 2005.
- I farmaci del cuore (con Marco Bobbio). Il Pensiero Scientifico Editore, Roma, 2009.
- Scale di valutazione dell’ictus (con Andrea Sanapo). Il Pensiero Scientifico Editore, Roma, 2010.
- in Pronto soccorso (con Adriano Addobbati). Il Pensiero Scientifico Editore, Roma, 2017.

## Opere divulgative
Libri di cui è stato autore o coautore:
- Invecchiamento, come e perché. Roma, Newton Compton, 1982.
- Quando i continenti si toccavano (con Giorgio Tecce). Torino, Eri, 1985.
- Lo specifico biologico femminile. Torino, Eri, 1986.
- Dieci farmaci che sconvolsero il mondo. Roma-Bari, Laterza, 1989 (4 edizioni, le prime due Laterza, la terza il Club degli Editori, la quarta Mondadori, con il libro distribuito in edicola).
- Viaggio intorno alla Medicina. Roma-Bari, Laterza, 1993.
- Il corpo umano. DoGi, Firenze, 1997.
- I farmaci (con Alessandro Liberati). Bologna, Il Mulino, 2001.
- L’impronunciabile bisogno. Milano, Raffaello Cortina,  2002.
- Rischiare di guarire (con Marco Bobbio). Roma, Donzelli, 2005.
- Wanted: pillola RU 486. Roma, Liberazione, 2008.

## Iniziative antiomeopatia
- Nel 1997 ha scritto il volume Guarire dall’omeopatia, Venezia, Marsilio (II edizione lo stesso anno), che ha avuto la III edizione presso Il Pensiero Scientifico Editore, Roma, 2020.
- Sempre nel 1997 ha scritto l'articolo L'omeopatia, dolce illusionista sulla rivista Informazioni sui farmaci, n. 6, 12.
- Nel 2000 ha redatto una consulenza tecnica di parte a difesa di Piero Angela accusato di diffamazione per un servizio sull’omeopatia andato in onda durante la trasmissione televisiva SUPERQUARK, accusa poi risoltasi in assoluzione.
- Nel 2002 ha redatto una consulenza tecnica di parte per il Tribunale Antiplagio in una denuncia presentato dal Tribunale contro la commercializzazione dei rimedi omeopatici.
- Nel 2005 ha pubblicato sulla rivista Le Scienze l’articolo La fisica dell’omeopatia (con Luca Fraioli; n. 439, p. 64).